# كولين لونغ (تنس)
كولين لونغ (بالإنجليزية: Colin Long)‏ الولادة 1918 - الوفاة 2009، كان لاعب كرة مضرب أسترالي. كما أنه أحد أبطال الجراند سلام.

## النهائيات

### الزوجي: 2 (الوصافة 2)
| الحصيلة | السنة | البطولة            | الأرضية | الشريك            | المنافس                  | النتيجة                 |
| ------- | ----- | ------------------ | ------- | ----------------- | ------------------------ | ----------------------- |
| الوصافة | 1939  | البطولة الأسترالية | عشبية   | دون تيرنبول (تنس) | جون بروميتش أدريان كويست | 4–6, 5–7, 2–6           |
| الوصافة | 1948  | البطولة الأسترالية | عشبية   | فرانك سيدجمان     | جون بروميتش أدريان كويست | 6–1, 8–6, 7–9, 3–6, 6–8 |

### الزوجي المختلط: 6 (الألقاب 4, الوصافة 2)
| الحصيلة | السنة | البطولة            | الأرضية | الشريك            | المنافس                    | النتيجة       |
| ------- | ----- | ------------------ | ------- | ----------------- | -------------------------- | ------------- |
| الوصافة | 1938  | البطولة الأسترالية | عشبية   | نانسي واين بولتون | مارغريت ويلسون جون بروميتش | 3–6, 2–6      |
| الفوز   | 1940  | البطولة الأسترالية | عشبية   | نانسي واين بولتون | نيل هول هوبمان هاري هوبمان | 7–5, 2–6, 6–4 |
| الفوز   | 1946  | البطولة الأسترالية | عشبية   | نانسي واين بولتون | جويس فيتش جون بروميتش      | 6–0, 6–4      |
| الوصافة | 1947  | بطولة ويمبلدون     | عشبية   | نانسي واين بولتون | لويز بروف جون بروميتش      | 6–1, 4–6, 2–6 |
| الفوز   | 1947  | البطولة الأسترالية | عشبية   | نانسي واين بولتون | جويس فيتش جون بروميتش      | 6–3, 6–3      |
| الفوز   | 1948  | البطولة الأسترالية | عشبية   | نانسي واين بولتون | ثيلما كوين لونغ بيل سيدويل | 7–5, 4–6, 8–6 |

## روابط خارجية
- كولين لونغ على موقع رابطة محترفي التنس (الإنجليزية)
- كولين لونغ على موقع الاتحاد الدولي لكرة المضرب (الإنجليزية)
- كولين لونغ على موقع كأس ديفيز (الإنجليزية)
- كولين لونغ على موقع أرشيف التنس.كوم (الإنجليزية)